# وایل شهر
شهر وایل شهر (به آلمانی: Weil der Stadt) در ایالت بادن-وورتمبرگ در کشور آلمان واقع شده‌است.